# مكتب الاستراتيجية الرقمية (الولايات المتحدة)

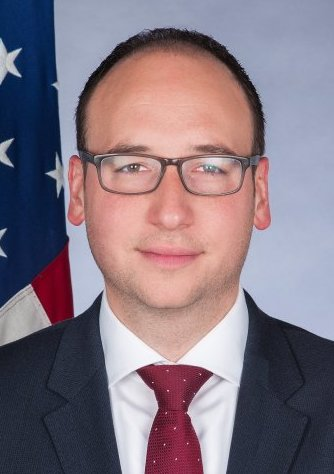
اوري رينات

مكتب الإستراتيجية الرقمية هو وكالة تابعة للفرع التنفيذي الذي يروج لرسائل الرئيس الأمريكي من خلال جهود المشاركة عبر الإنترنت والوسائط الرقمية. وهو جزء من مكتب البيت الأبيض .  يقدم المكتب دورات تدريبية.  هذا المكتب مسؤول عن موقع البيت الأبيض دوت جوف على سبيل المثال.

## إدارةترامب
أوري رينات هو كبير المسؤولين الرقميين لإدارة دونالد ترامب .  أعادت إدارة ترامب صياغة موقع www.Whitehouse.gov وتدير العديد من أدوات الوسائط الاجتماعية لتوصيل رسائلها بما في ذلك Twitter . 

## إدارة أوباما
ترأس نيت لوبين المكتب لجزء من فترة الرئيس باراك أوباما ،  كان كلاي دوماس رئيسًا لموظفي مكتب الإستراتيجية الرقمية ، كما عملت آشلي أكسيوس في المكتب أثناء رئاسة أوباما.  كان لبيتر ويلش دور أيضًا. 